# أنجيلا بيريستيري
أنجيلا بيريستيري هي مغنية ألبانية، مثلت ألبانيا في مسابقة الأغنية الأوروبية 2021 وحصلت على المركز ال 21.